# GAUZE
『GAUZE』（ガーゼ）は、日本のバンドDIR EN GREYのメジャー1作目のアルバム。

## 概要
- DIR EN GREY史上最も売り上げが大きかったアルバム（21.6万枚）[1]。
- YOSHIKIプロデュースによるシングル曲は比較的ポップな作風が多かったが、アルバムの新曲はセルフプロデュースによる作品であり、なるべくシングルからの予想を覆すような雰囲気に、という思惑があったとのこと。
- 初回盤のみ特殊仕様で、CDの記録面が真っ赤になっており、イメージブックなども入っていた。また歌詞カードには数行の歌詞が付随されている。（現在流通しているのはフリーウィルからのものであり、そちらは通常の銀盤となっている）
- インストゥルメンタル曲含め、全ての曲にPVが存在している。映像作品『GAUZE-62045-』で見ることが出来る。
- 2024年7月31日には２５年越しに2枚盤仕様のLPでのリリースが行われる。[2]

## 収録曲
| 全編曲: Dir en grey。 |                           |      |                 |
| #                     | タイトル                  | 作詞 | 作曲            |
| 1.                    | 「GAUZE -mode of adam-」  | -    | Dir en grey     |
| 2.                    | 「Schweinの椅子」         | 京   | Die             |
| 3.                    | 「ゆらめき」              | 京   | Shinya          |
| 4.                    | 「raison detre」          | 京   | Toshiya・Shinya |
| 5.                    | 「304号室、白死の桜」     | 京   | Die             |
| 6.                    | 「Cage」                  | 京   | 薫              |
| 7.                    | 「蜜と唾」                | 京   | 薫              |
| 8.                    | 「mazohyst of decadence」 | 京   | 薫              |
| 9.                    | 「予感」                  | 京   | Die             |
| 10.                   | 「MASK」                  | 京   | 薫              |
| 11.                   | 「残-ZAN-」               | 京   | 薫              |
| 12.                   | 「アクロの丘」            | 京   | 薫              |
| 13.                   | 「GAUZE -mode of eve-」   | -    | Dir en grey     |

### 曲解説
1. GAUZE -mode of adam- 
SE。金属音のような音からゆっくりと始まる。中盤からバンドサウンドが加わり一気に激しくなっていく。
2. Schweinの椅子
精神崩壊と淫乱をテーマにした楽曲。コーラスは「極悪で」という京のリクエストのもと、DYNAMITE TOMMYの知り合いの様々なハードコアバンドの人間が参加してレコーディングされている。発表から数年間のライブでは、本編、アンコール問わず定番といっていいほど演奏されていた楽曲である。
3. ゆらめき
3rdシングルで、3枚同時リリースシングルの一つ。
4. raison detre
ダンスビートのようなサウンドをベースにした曲。インディーズ時代から存在していた。作曲は珍しくToshiyaとShinyaの共作。
5. 304号室、白死の桜
京の詩集とsukekiyoの歌詞の中にはこの304号室をテーマとした詩が他にも幾つかあり、楽曲も存在している。
6. Cage
4thシングル。2014年に行われたこのアルバムのリバイバルツアー『TOUR14 PSYCHONNECT -mode of ”GAUZE”?-』では一部の歌詞が変更された。
7. 蜜と唾
実際は漢字が左右反転しており、「ツミとバツ」と読む。
この楽曲はバンド初期からライブで演奏されており、「NS-1 (ニューシングル1)」という仮タイトルが付けられていた。レコ倫対策のためか、歌詞に言葉遊びが多数用いられている。
2011年に新たな解釈で再構築が行われるも、テンポを大幅に落としほぼ別曲と言えるものとなっている。8thアルバム『DUM SPIRO SPERO』を掲げたライブではそのリメイク版が披露されている。このアルバムのリバイバルツアー『TOUR14 PSYCHONNECT -mode of ”GAUZE”?-』の新木場STUDIO COAST公演では同日に新旧共々に披露されている。
8. mazohyst of decadence
9分24秒に及ぶ長編のナンバー。インディーズ時代から存在していた楽曲。「聞いてる内に眠たくなって次に飛ばしたくなるような感じにしたかった」と薫は語っている。
中絶をテーマとしており、PVもそれに基づいた過激な表現となっているため、規制がかかっている。
間奏で挿入される、医師と中絶を希望する女性との会話が、このアルバムのツアーの千秋楽公演であるライブ「一九九九年十二月十八日（土） 大阪城ホール」のサブタイトルになっている。それ以降のライブではセットリストに入ることは全く無かったのだが、『THE UNWAVERING FACT OF TOMORROW TOUR2010-2011』にて11年ぶりに演奏され話題となった。その際には曲尺を短縮し、メインリフを７弦ギターの低音弦へ移行したり、歌詞が様変わりするといったアレンジが施された。後に8thアルバム『DUM SPIRO SPERO』の楽曲と共にセットリストに入るツアーもあり、11thアルバム『PHALARIS』に、そのライブアレンジを基にした再構築バージョンが収録された。
9. 予感
5thシングル。テレビドラマ『女医』主題歌。
10. MASK 
MASKとは詞の中に出てくる「仮面」を指している。集団洗脳のようなテーマの楽曲。
11. 残-ZAN-
2ndシングルで、3枚同時リリースシングルの一つ。PVは過激な表現が多いため、規制がかかっている。1999年2月5日放送の『ミュージックステーション』に初出演した時に、この曲の世界観を表現したステージセットで披露した。
12. アクロの丘
1stシングルで、3枚同時リリースシングルの一つ。終了後次の曲に繋がっている。
13. GAUZE -mode of eve-
5秒しかないが、実際は「アクロの丘」終了後から1分半ほどひきずっている。